# Grumman XF10F Jaguar
El Grumman XF10F Jaguar fue un prototipo de caza con alas de geometría variable, ofrecido a la US Navy (Marina de los Estados Unidos) a principios de la década de 1950. Aunque nunca llegó a entrar en servicio, fue un modelo en el que la US Navy y sus diseñadores experimentaron avanzadas soluciones tecnológicas y aerodinámicas para desarrollos posteriores tales como el General Dynamics/Grumman F-111B y para el F-14 Tomcat.

## Historia, diseño y desarrollo
El Departamento de Aeronáutica de la US Navy estaba interesado en el concepto de alas de geometría variable ya que estaban sumamente preocupados ante la posibilidad cada día más tangible de que las velocidades de aproximación y apontaje de sus cazas pesados de alas en flecha resultasen incompatibles con las condiciones operacionales de los portaaviones entonces en servicio. Muchos de los aviones existentes en esa época ya tenían prestaciones marginales operando desde portaaviones, y la tendencia en el incremento de peso no parecía tener solución. Al mismo tiempo, las demandas por mayores velocidades condujeron a la utilización de aviones con alas en flecha que no tenían buenas características de despegue. La perspectiva de combinar ambas características en un solo avión era simplemente irresistible. 
El proyecto XF10F original, del que se encargaron dos prototipos el 4 de marzo de 1948, consistía en un caza de ala en flecha fija propulsado por un Pratt & Whitney J42 (el Rolls-Royce Nene fabricado bajo licencia). Sin embargo, el diseño fue objeto de numerosas alteraciones y cambios de consideración, proponiéndose la adopción de las alas de geometría variable el 7 de julio de 1949. La configuración definitiva fue establecida en los meses finales de 1950, y la revisión del contrato, que incluía los dos prototipos, concluyó el 14 de diciembre de ese año.
El Jaguar resultante era un avión grande y pesado, cuyo fuselaje era similar al del Grumman F9F Panther. Tenía una deriva en forma de T, con el estabilizador horizontal montados sobre la deriva vertical. El único turborreactor tenía las tomas de aire colocadas a los costados del fuselaje, detrás de la posición de la cabina. Provisto de unas alas que se aflechaban hidráulicamente de 13,5º para el despegue/aterrizaje y otra de 42,5º para los vuelos a alta velocidad y que incorporaba grandes avances, como slats de borde de ataque de envergadura total y flaps tipo Fowler que ocupaban el 80% del borde de fuga. El diseño solía causar oscilaciones inducidas por el piloto, provocando que el avión fuera casi incontrolable durante gran parte del vuelo. 
El XF10F no estaba armado, pero estaba previsto que los aviones de serie acomodasen 4 cañones automáticos de 20 mm y soportes subalares para bombas y cohetes, igual que los cazas de la US Navy de su época

## Pruebas
A pesar de que el potencial del Jaguar era más que interesante, la configuración presentaba muchas de las dificultades que el avión experimental Bell X-5 había experimentado. El desarrollo del Jaguar se vio obstaculizado porque utilizaba el desastroso motor Westinghouse J40 que al igual que a otros aviones de ese periodo convirtió al Jaguar en un avión propenso a problemas relacionados con el motor y con poco empuje. El J40 tenía una relación normal de 3.337 kg, capaz de ser incrementada hasta los 4.944 kg mediante la poscombustión, y sus eternos problemas probaron ser insuperables. De Hecho, el único prototipo que llegó a volar estuvo propulsado por un J40-WE-6 de tan solo 3.084 kg de empuje, y el posquemador no llegó a instalarse jamás.
El primer aparato fue completado en marzo de 1952, y después de algunos cortos carreteos a escasa velocidad, realizados en Bethpage , fue desmontado para su traslado en un Douglas C-124 Globemaster II a la base aérea de Edwards, en Muroc Dry Lake, el 16 de abril de ese año. El piloto de pruebas de Grumman, C.H. "Corky" Meyer, fue el encargado de tripularlo a lo largo de todo el programa, comenzando por un memorable vuelo inaugural de 16 minutos de duración realizado el 19 de mayo de 1952. En él se experimentaron problemas con los sistemas de a bordo y de control, sentando la pauta de lo que iba a ser casi todo el programa de 32 vuelos, que finalizó el 25 de abril de 1953. En él se recopiló mucha y muy valiosa experiencia, y el mecanismo de aflechamiento alar resultó un éxito, pero la anulación del desarrollo del motor J40 en marzo de 1953 representó el golpe final y después de la cancelación el 1 de abril del pedido de 100 ejemplares de serie y de los restantes 12 aparatos de preserie el 13 de junio, el proyecto fue abandonado.
El XF10F-1 y el segundo prototipo, que estaba incompleto, fueron trasladados al Centro Naval de Materiales Aeronáuticos en Filadelfia para unas pruebas, y el avión utilizado para pruebas estáticas fue utilizado como blanco de prácticas.
El piloto de pruebas Corwin “Corky” Meyer, que como más arriba indicabamos fue el único piloto en volar el Jaguar lo describió como divertido de volar "porque había tantas cosas mal en él". Irónicamente, Meyer encontró que el novedoso mecanismo que accionaba las alas de geometría variable, que era mucho más complicado que el que usaba el Bell X-5 , y que luego fue adoptado por el F-111, el F-14 y el Panavia Tornado ) era lo único del Jaguar que funcionaba bien. La US Navy estaba decepcionada por los resultados de las pruebas, y el desarrollo de portaaviones más grandes, con cubiertas anguladas y catapultas a vapor, hizo que la configuración de geometría variable fuese menos necesaria.

## Especificaciones

### Características generales
- Tripulación: Uno (piloto)
- Longitud: 17,01 m
- Envergadura: 11,2 m (13,5º de flecha), 15,42 m (42,5º de flecha)
- Altura: 4,95 m
- Superficie alar: 41,8 m² (13,5º de flecha), 43,38 m² (42,5º de flecha)
- Peso vacío: 9265 kg
- Peso cargado: 16 080 kg
- Planta motriz: 1× Turborreactor Westinghouse J40-W-8.
  - Empuje normal: 30 kN (6800 lbf) de empuje.

### Rendimiento
- Velocidad máxima operativa (Vno): 1140 km/h
- Alcance: 2670 km
- Empuje/peso: 0,19

### Desarrollos relacionados
- Grumman F9F Panther

### Aeronaves similares
- Bell X-5

### Secuencias de designación
- Secuencia G-_ (interna de Grumman): ← G-80 - G-81 - G-82 - G-83 - G-84 - G-85 - G-86 →
- Secuencia F_F (Cazas de la Armada estadounidense, 1922-1962 (Grumman, 1931-1962): ← F8F - F9F-1 a -5 - F9F-6 a -8 - F10F - F11F - F12F

### Listas relacionadas
- Anexo:Aeronaves militares de los Estados Unidos (navales)